# Totenoffizium

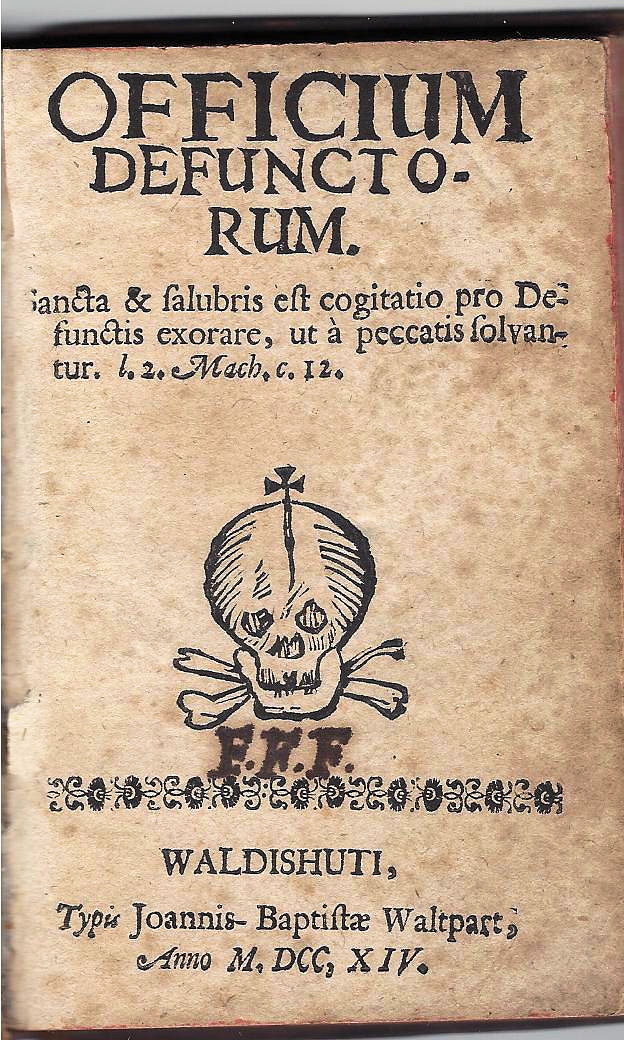
Officium Defunctorum, Waldshut, Waltpart 1714

Totenoffizium, lateinisch Officium defunctorum, in älterer deutscher Bezeichnung auch Choramt für die Abgestorbenen, ist der Name einer besonderen Form des Stundengebets in der römisch-katholischen Kirche, bei der die liturgischen Texte und Gebete dem Gedächtnis der Verstorbenen dienen. Das Totenoffizium ist auch Teil der Exequien.

## Geschichte
Das Totenoffizium entwickelte sich aus dem schon in der frühen Kirche bezeugten Brauch, bei der Aufbahrung des Leichnams und einer eventuellen Nachtwache vor dem Begräbnis Psalmen zu beten. Im frühen Mittelalter, vermutlich im 7./8. Jahrhundert, entstand daraus ein dem klösterlichen Stundengebet (Offizium) folgender Aufbau von Matutin, Laudes und Vesper. Der ursprünglich österliche Charakter der Totenliturgie trat dabei hinter einer „düsteren Sicht des Todes“ zurück.  Das Totenoffizium war integraler Bestandteil der mittelalterlichen Stundenbücher und diente neben der Memoria auch der Vorbereitung auf den eigenen Tod im Sinne eines Memento mori.
Das Totenoffizium wurde besonders an Todestagen Verstorbener zusätzlich zum Stundengebet des jeweiligen Tages gebetet. Dies wurde zwar von der Kirche empfohlen, war aber nur für wenige an wenigen Tagen verpflichtend und blieb weitgehend privater Brauch. Das tridentinischen Brevier Papst Pius’ V. sah das Gebet des Totenoffiziums an den ersten drei Tagen eines jeden Monats, an den Montagen im Advent und in der Fastenzeit sowie an den Quatembertagen vor. Einige Orden und Sodalitäten behielten diesen Brauch bei. Papst Pius X. legte die liturgischen Texte des Totenoffiziums für das Gedächtnis Allerseelen fest. In der Volksfrömmigkeit trat an seine Stelle oft das Rosenkranzgebet für die Verstorbenen.

## Aufbau

### Historische Form

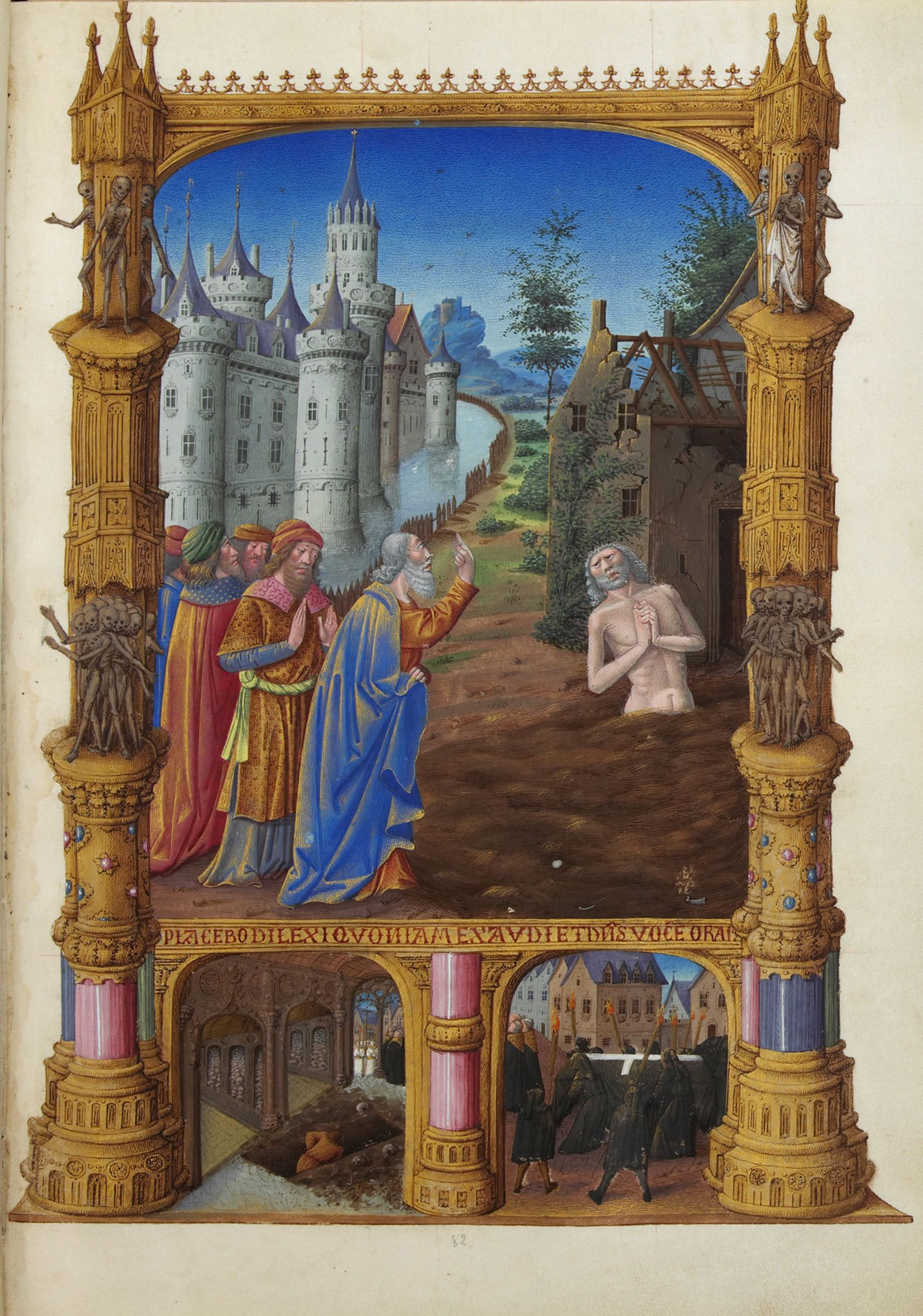
Illustration aus den Très Riches Heures: Darstellung Ijobs und Bestattungsszenen. Im Bildrahmen steht das Wort Placebo gefolgt von Psalm 116 (114) Vers 1.

In dieser historischen Form besteht das Offizium aus Vesper, Matutin und Laudes.
Die Vesper beginnt mit der Antiphon aus Psalm 116 (Zählung der Vulgata: 114) Vers 9: Placebo Domino in regione vivorum, wörtlich: „Ich werde dem Herrn gefallen im Lande der Lebenden“ (zu den verschiedenen Übersetzungen des Verses siehe Placebo#Etymologie). Daher war der Begriff Placebo zeitweise ein Synonym für das Totenoffizium und die Totenandacht. Es folgen Psalm 116,1–9 (114,1–9) Dilexi quoniam exaudiet Dominus, 120 (119), 121 (120), 130 (129) und 138 (137), das Magnificat und die Preces.
Zur Matutin gehören das Invitatorium Regem cui omnia vivunt, venite adoremus („Den König, dem alles lebt, kommt, wir beten ihn an“) sowie in der Vollform drei Nokturnen, die jede drei Psalmen, drei Lesungen und deren Responsorien umfassen. Diese Vollform wird zu Allerseelen und am Begräbnistag eines jüngst Verstorbenen gebetet. Am jährlichen Gedächtnis eines Sterbetages wurde lediglich eine Nokturn gebetet, und zwar am Montag und Donnerstag die erste, am Dienstag und Freitag die zweite, am Mittwoch und Samstag die dritte.
Invitatorium: Regem cui omnia vivunt
Nokturn I
Lectio prima: Parce mihi Domine (Ijob 7)
Responsorium: Credo quod redemptor
Lectio secunda: Taedet animam vitae meae (Ijob 10)
Responsorium: Qui Lazarum resuscitasti
Lectio tertia: Manus tuae fecerunt (Ijob 10)
Responsorium: Domine quando veneris
Nokturn II
Lectio quarta: Responde mihi (Ijob 14)
Responsorium: Memento mei Domine
Lectio quinta: Homo natus de muliere (Ijob 14)
Responsorium: Hei mihi Domine
Lectio sexta: Quis mihi hoc tribuat (Ijob 14)
Responsorium:  Ne recorderis peccata mea
Nokturn III
Lectio septima: Spiritus meus attenuabitur (Ijob 14)
Responsorium:  Peccantem me quotidie
Lectio octava: Pelli meae consumptis carnibus (Ijob 19)
Responsorium: Domine secundum actum meum
Lectio nona: Quare de vulva eduxisti (Ijob 10)
Responsorium: Libera me Domine
Die Laudes umfasst die Psalmen 51 (50), 63 (62) und 67 (66) (als ein Psalm gezählt), die Psalmen 148, 149 und 150 (als ein Psalm gezählt), das Canticum Ezechiae (Lied des Hiskija, nach Jes 38,9-20 ), das Benedictus und den Psalm 130 (129) De profundis.
Das Totenoffizium in dieser Form entspricht eher einer Nachtwache (Vigil), auf die dann am Begräbnistag die Totenmesse, das eigentliche Requiem, und die Beisetzung folgt. Die Tatsache, dass die einleitende Versikel Deus in adiutorium ebenso fehlt wie das Gloria Patri am Ende der Psalmen weist auf ein hohes Alter hin. Die Psalmen sind nicht nach ihrer Abfolge im Psalter wie beim regulären Stundengebet, sondern thematisch ausgewählt. Einige finden sich schon bei der Schilderung der Totenliturgie im 4. und 5. Jahrhundert.
Auch die Lesungen aus dem Buch Ijob sind nach thematischen Gesichtspunkten ausgewählt.

### Gegenwärtige Form
Das Totenoffizium des Stundengebets der Kirche findet sich in Liturgia Horarum, editio typica altera 2000. Im Unterschied zur historischen Form besteht es aus allen Tagzeiten: Matutin (Lesehore), Laudes, Terz, Sext, Non und Vesper. Die Komplet wird vom Sonntag genommen. Die Lesehore besteht aus Psalm 40 (39), Verse 2–9, 10–14, 17–18, und Psalm 42 (41). Nach diesen Psalmen sind zwei Lesungen vorgesehen, für die eine Auswahl zur Verfügung steht. Zu den Laudes gehören Psalm 51 (50) und Psalm 146 (145) oder 150. Auf diese folgt die Lesung, das Responsorium, das Benedictus und die Preces. Die kleine Hore umfasst die Psalmen 70 (69), 85 (84) und 86 (85), gefolgt von einer kurzen Lesung und einem Versikel. Die Vesper umfasst die Psalmen 121 (120), 130 (129) und das Canticum Philipper 2:6–11. Darauf folgen die Lesung, ein Responsorium, das Magnificat sowie die Preces.

## Vertonungen
Die historische Form des Totenoffiziums ist häufig vertont worden. Eine der frühen polyphonen Vertonungen ist die von Cristóbal de Morales (1526/28); zu den bekanntesten Kompositionen zählt die von Tomás Luis de Victoria aus Anlass des Todes von Maria von Spanien (1528–1603). Jan Dismas Zelenka schuf seine Fassung (ZWV 47) 1733 aus Anlass des Todes von August dem Starken.

### Ausgaben
- Officium defunctorum Cum approbatione Ordinarii. Choramt für die Abgestorbenen. Mit oberhirtlicher Approbation. München, J. J. Lentner, 1863 (lateinisch, deutsch)

Digitalisat des Exemplars der Bayerischen Staatsbibliothek
- Karl Nehr: Officium Defunctorum mit einem Anhange verschiedener, häufig vorkommender Gesänge und Responsorien : Ein Handbuch für Cantoren, Chorregenten und Lehrer. Regensburg: Manz 1863 (mit Noten)

Digitalisat des Exemplars der Bayerischen Staatsbibliothek

### Sekundärliteratur
- Totenoffizium, in: Adolf Adam, Rupert Berger: Pastoralliturgisches Handlexikon Freiburg: Herder 1980, S. 518
- Reiner Kaczynski:  Die Sterbe- und Begräbnisliturgie, in Gottesdienst der Kirche. Handbuch der Liturgiewissenschaft. Band 8 (Sakramentliche Feiern II), Regensburg: Pustet 1984, ISBN 3-7917-0940-2, S. 211
- Knud Ottosen: The Responsories and Versicles of the Latin Office of the Dead. Diss. Aarhus 1993; Norderstedt: BoD 2007, ISBN 978-87-7691-186-7